# 8514-es mellékút (Magyarország)
A 8514-es számú mellékút egy közel 23 kilométer hosszú, négy számjegyű mellékút Győr-Moson-Sopron vármegye területén. Bősárkány községet köti össze Kapuvárral és a köztük fekvő kisebb településekkel.

## Nyomvonala
Bősárkány központjában ágazik ki a 86-os főútból, annak a 159+700-as kilométerszelvénye közelében, délnyugati irányban, Vasút utca néven. Majdnem egyenes folytatása a 8509-es útnak, amely Kónytól húzódik idáig. Mintegy 800 méter után kilép a belterületről, de még jó fél kilométert halad, amire eléri a Hegyeshalom–Porpác-vasútvonal vágányait, Bősárkány vasútállomás térségének déli széle mellett; a keresztezés előtt még kiágazik belőle észak felé az állomást kiszolgáló 85 309-es számú mellékút.
Mintegy 3,2 kilométer után lépi át Acsalag határát; e község belterületének keleti szélét 3,8 kilométer után éri el, ott a Rákóczi Ferenc utca nevet veszi fel. A faluközpont délkeleti részén beletorkollik a 8513-as út, a folytatásban annak irányát követve északnyugatnak fordul, Fő utca néven. A központ északi részét elérve, a 4+780-es kilométerszelvénye táján többé-kevésbé visszatér a korábban követett délnyugati irányához, Kiss utca néven húzódik a belterület nyugati széléig.
A 6. kilométerénél átlépi Csorna határát, onnan egy darabig a város lakatlan északi külterületén, majd egy rövid szakaszon az Acsalaggal közös határvonalon húzódik; a 8. kilométere előtt éri el a városhoz tartozó Földsziget házait, de a településrésznek is csak a déli peremén húzódik. 10,2 kilométer után Rábatamási északkeleti határszélét éri el, onnantól egy darabig e község és Csorna határvonalát kíséri, 12,3 kilométer után pedig – Csorna, Rábatamási és Osli hármashatára mellett elhaladva – átlép ez utóbbi község területére.
Mintegy 14,5 kilométer után éri el a jellegzetes hansági település keleti szélét, ahol az Acsalagi út nevet veszi fel. Kevéssel a 15. kilométere után egy elágazáshoz ér: tovább egyenesen nyugat-délnyugat felé a 85 117-es számú mellékút indul, Kapuvár Öntésmajor nevű külterületi városrésze irányába, a 8514-es pedig délnek fordul, a Rákóczi utca nevet felvéve. Áthalad a község központján, majd annak déli szélét elhagyva, 16.7 kilométer után beletorkollik a 8515-ös út, Szárföld felől.
Az előbbi kereszteződést elhagyva az út már Osli és Veszkény határvonalát kísérve folytatódik, több irányváltásától is függetlenül, közel két kilométeren keresztül; közben, 17,9 kilométer után kiágazik belőle dél felé egy, jelenleg önkormányzati fenntartású út, mely Veszkény lakott területét elérve már 8516-os útszámozással folytatódik. 18,6 kilométer után elhalad a két előbbi község és Kapuvár hármashatára mellett, ahonnan már kapuvári területen folytatódik. Utolsó szakaszán a Kis-Rába folyását követve húzódik – azzal szemben – dél felé, Osli utca néven; így ér véget, beletorkollva a 85-ös főútba, kevéssel annak a 43+150-es kilométerszelvénye előtt.
Teljes hossza, az országos közutak térképes nyilvántartását szolgáló kira.gov.hu adatbázisa szerint 22,870 kilométer.

## Települések az út mentén
- Bősárkány
- Acsalag
- Csorna-Földsziget
- (Rábatamási)
- Osli
- (Veszkény)
- Kapuvár